# Simon Olsson
Simon Olsson (Linköping, 14 settembre 1997) è un calciatore svedese, centrocampista dell'Elfsborg.

## Carriera

### Club
La carriera di Olsson è iniziata nell'IK Östria Lambohov, un piccolo club con sede a Linköping. Dopo aver giocato anche per il Karle IF, ha avuto la sua prima esperienza nel calcio senior nel 2013, quando ha rappresentato l'appena fondato AFK Linköping nella Division 3, il quinto livello del calcio svedese.
Dopo aver attirato l'interesse di diversi importanti club a livello nazionale, nel gennaio 2014 Olsson si è trasferito all'Elfsborg, entrandone nel settore giovanile.
Ha esordito in prima squadra durante la stagione 2016: dopo una presenza ad agosto in Coppa di Svezia contro i dilettanti dell'IK Gauthiod, ha debuttato in Allsvenskan il 18 settembre nella vittoria per 5-0 contro il Falkenberg, partita in cui ha giocato da titolare. Nel marzo 2021 ha rinnovato il suo contratto con i gialloneri fino alla stagione 2025.
Il 2 agosto 2022 Olsson è stato acquistato dagli olandesi dell'Heerenveen, con cui ha firmato un contratto quadriennale. Nella sua prima stagione nei Paesi Bassi, Olsson ha spesso giocato sulle fasce, ruolo che non lo soddisfaceva. In quella stagione ha totalizzato 33 presenze in campionato, di cui 27 da titolare.
Il primo gol di Olsson con l'Heerenveen è arrivato nella stagione successiva, il 16 settembre 2023, in una sconfitta per 6-1 contro il Feyenoord. Quell'anno ha giocato più spesso nel suo ruolo naturale di centrocampista centrale.
Con l'arrivo del nuovo tecnico Robin van Persie, che nelle prime settimane ha continuato a schierarlo tra i titolari, Olsson nel corso della stagione 2024-2025 ha visto sensibilmente diminuire il proprio impiego, rimanendo in panchina o subentrando a gara in corso.
Durante la successiva finestra di mercato invernale, il 22 gennaio 2025, Olsson ha lasciato ufficialmente l'Heerenveen per fare ritorno al suo precedente club svedese, l'Elfsborg, con cui ha firmato un contratto valido fino al dicembre 2029.

### Nazionale
Ha giocato nelle nazionali giovanili svedesi Under-17 ed Under-19.
Nel gennaio 2022 viene convocato per la prima volta in nazionale maggiore, con cui esordisce il 21 marzo 2024 nell'amichevole persa 5-2 contro il Portogallo.

## Statistiche

### Presenze e reti nei club
Statistiche aggiornate all'11 settembre 2019.
| Stagione        | Club            | Campionato      | Campionato | Campionato | Coppe nazionali | Coppe nazionali | Coppe nazionali | Coppe continentali | Coppe continentali | Coppe continentali | Supercoppe | Supercoppe | Supercoppe | Totale | Totale |
| Stagione        | Club            | Comp            | Pres       | Reti       | Comp            | Pres            | Reti            | Comp               | Pres               | Reti               | Comp       | Pres       | Reti       | Pres   | Reti   |
| --------------- | --------------- | --------------- | ---------- | ---------- | --------------- | --------------- | --------------- | ------------------ | ------------------ | ------------------ | ---------- | ---------- | ---------- | ------ | ------ |
| 2016            | Elfsborg        | A               | 4          | 0          | CS              | 5               | 0               | -                  | -                  | -                  | -          | -          | -          | 9      | 0      |
| 2017            | Elfsborg        | A               | 25         | 1          | CS              | 3               | 0               | -                  | -                  | -                  | -          | -          | -          | 28     | 1      |
| 2018            | Elfsborg        | A               | 22         | 0          | CS              | 3               | 0               | -                  | -                  | -                  | -          | -          | -          | 25     | 0      |
| 2019            | Elfsborg        | A               | 20         | 2          | CS              | 0               | 0               | -                  | -                  | -                  | -          | -          | -          | 20     | 2      |
| Totale Elfsborg | Totale Elfsborg | Totale Elfsborg | 71         | 3          |                 | 11              | 0               |                    | -                  | -                  |            | -          | -          | 82     | 3      |
| Totale carriera | Totale carriera | Totale carriera | 71         | 3          |                 | 11              | 0               |                    | -                  | -                  |            | -          | -          | 82     | 3      |

### Cronologia presenze e reti in nazionale
| Cronologia completa delle presenze e delle reti in nazionale ― Svezia | Cronologia completa delle presenze e delle reti in nazionale ― Svezia | Cronologia completa delle presenze e delle reti in nazionale ― Svezia | Cronologia completa delle presenze e delle reti in nazionale ― Svezia | Cronologia completa delle presenze e delle reti in nazionale ― Svezia | Cronologia completa delle presenze e delle reti in nazionale ― Svezia | Cronologia completa delle presenze e delle reti in nazionale ― Svezia | Cronologia completa delle presenze e delle reti in nazionale ― Svezia |
| Data                                                                  | Città                                                                 | In casa                                                               | Risultato                                                             | Ospiti                                                                | Competizione                                                          | Reti                                                                  | Note                                                                  |
| --------------------------------------------------------------------- | --------------------------------------------------------------------- | --------------------------------------------------------------------- | --------------------------------------------------------------------- | --------------------------------------------------------------------- | --------------------------------------------------------------------- | --------------------------------------------------------------------- | --------------------------------------------------------------------- |
| 21-3-2024                                                             | Guimarães                                                             | Portogallo                                                            | 5 – 2                                                                 | Svezia                                                                | Amichevole                                                            | -                                                                     | 75’                                                                   |
| 25-3-2024                                                             | Solna                                                                 | Svezia                                                                | 1 – 0                                                                 | Albania                                                               | Amichevole                                                            | -                                                                     |                                                                       |
| 5-6-2024                                                              | Copenaghen                                                            | Danimarca                                                             | 2 – 1                                                                 | Svezia                                                                | Amichevole                                                            | -                                                                     | 46’                                                                   |
| Totale                                                                |                                                                       | Presenze                                                              | 3                                                                     |                                                                       | Reti                                                                  | 0                                                                     |                                                                       |